# Vũ khí nhiệt hạch

Nguyên lý cơ bản của thiết kế Teller–Ulam cho một vũ khí nhiệt hạch. Bức xạ từ một quả bom phân hạch chính nén một phần thứ cấp có chứa cả phân hạch và nhiên liệu nhiệt hạch. Phần thứ cấp bị nén được làm nóng từ bên trong bởi một vụ nổ phân hạch thứ hai.

Vũ khí nhiệt hạch (tiếng Anh: Thermonuclear weapon), là một loại vũ khí hạt nhân sử dụng năng lượng từ phản ứng phân hạch hạt nhân chính để nén và kích động một phản ứng tổng hợp hạt nhân thứ cấp. Kết quả là loại bom này tăng đáng kể sức nổ, đạt mức gấp hàng chục, thậm chí hàng trăm lần khi so sánh với các loại vũ khí phân hạch một tầng (bom nguyên tử thông thường). Vũ khí nhiệt hạch có tên gọi thông thường là bom khinh khí hay bom H bởi vì nó sử dụng phản ứng nhiệt hạch hydro. Các giai đoạn phân hạch trong vũ khí như vậy là cần thiết để gây ra các phản ứng tổng hợp xảy ra trong vũ khí nhiệt hạch.
Vụ thử nghiệm nhiệt hạch quy mô đầy đủ đầu tiên đã được Hoa Kỳ thực hiện vào năm 1952; khái niệm đó đã được sử dụng bởi hầu hết các cường quốc hạt nhân trên thế giới trong việc thiết kế vũ khí của họ. Thiết kế hiện đại của tất cả các loại vũ khí nhiệt hạch ở Hoa Kỳ được gọi là cấu hình Teller-Ulam theo tên hai người đóng góp chủ yếu của nó, Edward Teller và Stanislaw Ulam, những người đã phát triển nó trong năm 1951 cho Hoa Kỳ, với một số khái niệm phát triển với sự đóng góp của John von Neumann. Việc sẵn sàng để sử dụng nhiệt hạch quả bom đầu tiên "RDS-6" ("Joe 4") đã được thử nghiệm ngày 12 tháng tám, năm 1953, ở Liên Xô. Các thiết bị tương tự cũng được phát triển bởi Vương quốc Anh, Trung Quốc, Pháp và Bắc Triều Tiên.
Quả bom mạnh nhất trong lịch sử là bom Sa hoàng (sức công phá tương đương 57 triệu tấn thuốc nổ TNT) do Liên Xô chế tạo là một quả bom nhiệt hạch.